# Максим Веган
Максим Веган (фр. Maxime Weygand; 21. јануар 1867 – 28. јануар 1965) био је француски генерал који је командовао француском војском у бици за Француску (1940).

## Војна служба
У Првом светском рату, Веган је био начелник штаба француске 9. армије, а 1918. постао је начелник Штаба савезничких армија на Западном фронту и стални француски војни представник у комитету за припрему мировних уговора. Од 1920. учествовао је у реорганизацији оружаних снага Пољске и њиховом ангажовању у совјетско-пољском рату. Од 1923. био је високи француски комесар у Сирији, а 1930. постао је начелник генералштаба.
У Другом светском рату био је командант француских снага на Блиском истоку, а од 19. маја 1940. био је главнокомандујући свих француских снага. Пре почетка битке за Француску (5. до 11. јуна) покушао је да утиче на владу да склопи примирје, а после капитулације Француске, 16. јуна 1940. постао је министар одбране у колаборационистичкој влади генерала Петена. Од 6. новембра 1940. до новембра 1942. управљао је француским поседима у северној Африци, водећи повремено тајне преговоре са представницима САД, због чега су га, приликом боравка у Француској, Немци затворили и интернирали.
После Другог светског рата, до маја 1948. био је под истрагом француског судства због учешћа у вишијевској влади.

## Писац
Најважнија дела су му:
- Тирен (1931)
- Историја француске војске (1938)
- Фош (1947)
- Мемоари I-III (1950-1957)[1]